# 틴 (잡지)
틴(Teen)은 10대 소녀들을 위한 미국의 10대 및 라이프스타일 잡지이다. 틴의 콘텐츠에는 조언, 연예 뉴스, 퀴즈, 패션, 뷰티, 유명인 롤모델 및 "실제 소녀 이야기"가 포함되었다. 이 잡지는 1954년과 2009년 사이에 발행되었다.